# Protonemura towadensis
Protonemura towadensis är en bäcksländeart som först beskrevs av Kawai 1954.  Protonemura towadensis ingår i släktet Protonemura och familjen kryssbäcksländor. Inga underarter finns listade i Catalogue of Life.